# Polvijärvi (sjö i Valtimo, Norra Karelen)
Polvijärvi är en sjö i kommunen Valtimo i landskapet Norra Karelen i Finland. Den är 4,7 meter djup. Arean är 50 hektar och strandlinjen är 6,77 kilometer lång. Sjön  ingår i Vuoksens huvudavrinningsområde.   Den ligger omkring 130 kilometer norr om Joensuu och omkring 440 kilometer nordöst om Helsingfors. 
I sjön finns ön Talvelansaari. 